# Marcus Mumford
Pour les articles homonymes, voir Mumford.
 (août 2014).
Si vous disposez d'ouvrages ou d'articles de référence ou si vous connaissez des sites web de qualité traitant du thème abordé ici, merci de compléter l'article en donnant les références utiles à sa vérifiabilité et en les liant à la section « Notes et références ».
Marcus Mumford, né le 31 janvier 1987 à Anaheim (Californie), est un auteur-compositeur-interprète britannique, connu pour être le leader et l'un des membres fondateurs du groupe Mumford & Sons. Dans le groupe, il joue aussi de la guitare, de la batterie ou bien de la mandoline.
Son premier album solo, Self-Titled, est sorti en 2022.

## Jeunesse et carrière musicale
Marcus Oliver Johnstone Mumford naît le 31 janvier 1987 à Anaheim, en Californie. Né aux États-Unis de parents britanniques, John et Eleanor, dirigeants de la branche anglaise et irlandaise de l'Association of Vineyard Churches, il retourna en Angleterre avec sa famille à l'âge de 6 mois. Il entra au King's College School de Wimbledon où il rencontra Ben Lovett, membre actuel du groupe. Il rencontre Winston Marshall (futur membre du groupe) dans un groupe de musique évangélique à l'église. Il poursuivit ses études classiques à l'université d’Édimbourg, mais retourna à Londres pour se concentrer sur sa carrière musicale peu de temps après. À Édimbourg, il écrivit la plupart des titres de leur premier album Sigh No More. Il commença sa carrière musicale en jouant du tambour pour Laura Marling, avec les autres membres actuels de Mumford and Sons. Ces tournées ont engendré la création du groupe Mumford & Sons fin 2007.
Il est présent lors du concert donné le 4 juin 2017 dans la ville de Manchester, en Angleterre et chante en solo la chanson Timshel. Steven Spielberg a enregistré le clip de la chanson Cannibal issue de Self-Titled. La vidéo a été tournée le 3 juillet dans un gymnase de lycée à New York.

## Vie privée
Outre la musique, Marcus Mumford lit beaucoup et il a trouvé une façon de partager cette passion avec ses fans en lançant un club de lecture sur le site du groupe.
Marcus a fréquenté Laura Marling. On peut les voir jouer ensemble dans une vidéo sur Internet, dans laquelle Mumford joue du banjo.
Il est marié à l'actrice Carey Mulligan depuis avril 2012. Ils accueillent en 2015 une fille, Evelyn, puis un garçon, Wilfried, en septembre 2017, et une fille en novembre 2023.
Il a révélé avoir été sexuellement abusé à l'âge de six ans, spécifiant que ce n'était "ni dans le cercle familial, ni à l'église comme certains pourraient le supposer".
The Maccabees est l'un de ses groupes favoris.

## Récompenses
- EDA Awards 2013 : Meilleure musique de film pour Inside Llewyn Davis